# Attilio Torresini
Attilio Romeo Torresini (Venezia, 26 aprile 1884 – Roma, 29 settembre 1961) è stato uno scultore italiano.

## Biografia
Dal padre Girolamo, apprezzato marmista, derivò i primi elementi dell'arte scultorea. Studiò prima al Museo Artistico Industriale, poi all'Accademia di Belle Arti di Venezia, sotto la guida di Antonio Dal Zotto. Dopo il diploma, nel 1914 si trasferì a Roma e trovò uno studio a Villa Strohl-Fern. Realizzava opere in bronzo, in terracotta, in marmo, in legno. Durante la I guerra mondiale fu arruolato come ufficiale di Cavalleria.

### Esposizioni e mostre
Alla I Biennale di Roma, nel 1921, espose la scultura Giovinetta seduta; fu presente alla Primaverile Fiorentina del 1922, con Arianna dormiente che rivelava un impianto classico, su forme che risentivano del Liberty; nel 1926 inviò un'opera alla XV Biennale di Venezia.
Artista sensibile e intimista, si distinse poi nella svolta "purista" degli artisti di scuola romana che si liberavano, sia dalla retorica monumentale, sia dagli orpelli dell'ultimo e decadente Liberty. Due sue sculture, La dormiente e Testa muliebre, grazie a Margherita Sarfatti furono esposte alla I Mostra del Novecento italiano. La Sarfatti lo invitò nel 1927 alla mostra romana "Dieci artisti del Novecento italiano", collegata alla XCIII Esposizione degli Amatori e Cultori.
Negli anni fra il 1928 e il 1930 Attilio Torresini partecipò alla XVI e XVII Biennale di Venezia, alla I Mostra del Sindacato Laziale e, a Milano, alla II Mostra del Novecento italiano. Ottenne una sala personale alla IV Quadriennale di Roma, del 1943. Gli fu offerta nel 1941 la cattedra di scultura in un Liceo artistico di Napoli, quindi passò a Venezia, dove insegnò fino al 1952.

### Attività degli ultimi anni
Nel dopoguerra si dedicò a sculture di argomento religioso, destinate a chiese romane: una Crocefissione per la basilica di San Giovanni Bosco, una Via Crucis per la basilica di Sant'Eugenio e il gruppo della Sacra Famiglia, per un Presepe realizzato a Roma dall'Architetto Enrico Del Debbio.
Nel 1965 la IX Quadriennale romana organizzò una retrospettiva, con bronzi realizzati negli anni dal 1958 al 1961.